# Tom de Glanville
Thomas Michael de Glanville (Bath, Inglaterra, 10 de diciembre de 1999), más conocido como Tom de Glanville, es un jugador profesional inglés de rugby que se desempeña en la posición de fullback en Bath Rugby, equipo perteneciente a la liga Premiership Rugby.

## Carrera
En 2018 comenzó su carrera deportiva con el equipo Bath Rugby, donde lleva jugando seis temporadas. Una de las características que lo definen es la destreza con las pelotas aéreas.